# Associazione Sportiva Andria BAT 2012-2013
Questa pagina raccoglie le informazioni riguardanti l'Associazione Sportiva Andria BAT nelle competizioni ufficiali della stagione 2012-2013.

## Rosa
| N. |                      | Ruolo | Calciatore          |
| -- | -------------------- | ----- | ------------------- |
|    | Italia (bandiera)    | C     | Alessio Ambrogetti  |
|    | Italia (bandiera)    | C     | Mariano Arini       |
|    | Italia (bandiera)    | A     | Emanuele Bardelloni |
|    | Argentina (bandiera) | C     | Andres Bottiglieri  |
|    | Italia (bandiera)    | C     | Oscar Branzani      |
|    | Argentina (bandiera) | C     | Federico Comini     |
|    | Italia (bandiera)    | D     | Sergio Contessa     |
|    | Italia (bandiera)    | D     | Demetrio Cutrupi    |
|    | Italia (bandiera)    | D     | Francesco De Giorgi |
|    | Italia (bandiera)    | A     | Andrea D'Errico     |
|    | Italia (bandiera)    | C     | Davide Giorgino     |
|    | Italia (bandiera)    | A     | Saverio Guariniello |
|    | Italia (bandiera)    | A     | Riccardo Innocenti  |
|    | Francia (bandiera)   | A     | Laurent Lanteri     |
|    | Italia (bandiera)    | C     | Francesco La Rosa   |
|    | Italia (bandiera)    | C     | Crescenzo Liccardo  |

| N. |                    | Ruolo | Calciatore              |
| -- | ------------------ | ----- | ----------------------- |
|    | Italia (bandiera)  | C     | Nicola Loiodice         |
|    | Italia (bandiera)  | D     | Edoardo Lorenzini       |
|    | Italia (bandiera)  | A     | Denis Maccan            |
|    | Italia (bandiera)  | D     | Emanuele Malerba        |
|    | Italia (bandiera)  | A     | Gianmarco Mascolo       |
|    | Italia (bandiera)  | D     | Vincenzo Migliaccio (I) |
|    | Italia (bandiera)  | D     | Vittorio Nocerino       |
|    | Italia (bandiera)  | P     | Gian Maria Rossi        |
|    | Italia (bandiera)  | C     | Francesco Salvemini     |
|    | Italia (bandiera)  | P     | Alessandro Sansonna     |
|    | Italia (bandiera)  | D     | Andrea Scrugli          |
|    | Francia (bandiera) | A     | Ousmane Sy              |
|    | Italia (bandiera)  | C     | Giovanni Taormina       |
|    | Italia (bandiera)  | D     | Angelo Tartaglia        |
|    | Italia (bandiera)  | D     | Andrea Zaffagnini       |